# McDonnell XH-20 Little Henry
El McDonnell XH-20 Little Henry fue un helicóptero ligero estadounidense de los años 40 del siglo XX, diseñado y construido por McDonnell Aircraft.

## Diseño y desarrollo
El McDonnell Model 38 era un helicóptero ligero experimental patrocinado por las Fuerzas Aéreas del Ejército de los Estados Unidos para probar el concepto de usar pequeños estatorreactores en las puntas de las palas del rotor. Como helicóptero funcional, era de construcción simple de tubos de acero sin revestimiento. Asignada la designación militar XH-20 al primero de dos ejemplares, voló por primera vez el 29 de agosto de 1947.
Aunque las pruebas de vuelo del XH-20 mostraron que el diseño del helicóptero de rotor con punta ramjet era fácil de volar, los altos niveles de consumo de combustible de los ramjets significaron unos alcance y resistencia limitados, y los vuelos de pruebas del Little Henry se interrumpieron en 1950.

## Operadores
Estados Unidos
- Fuerza Aérea de los Estados Unidos

## Aeronaves en exhibición

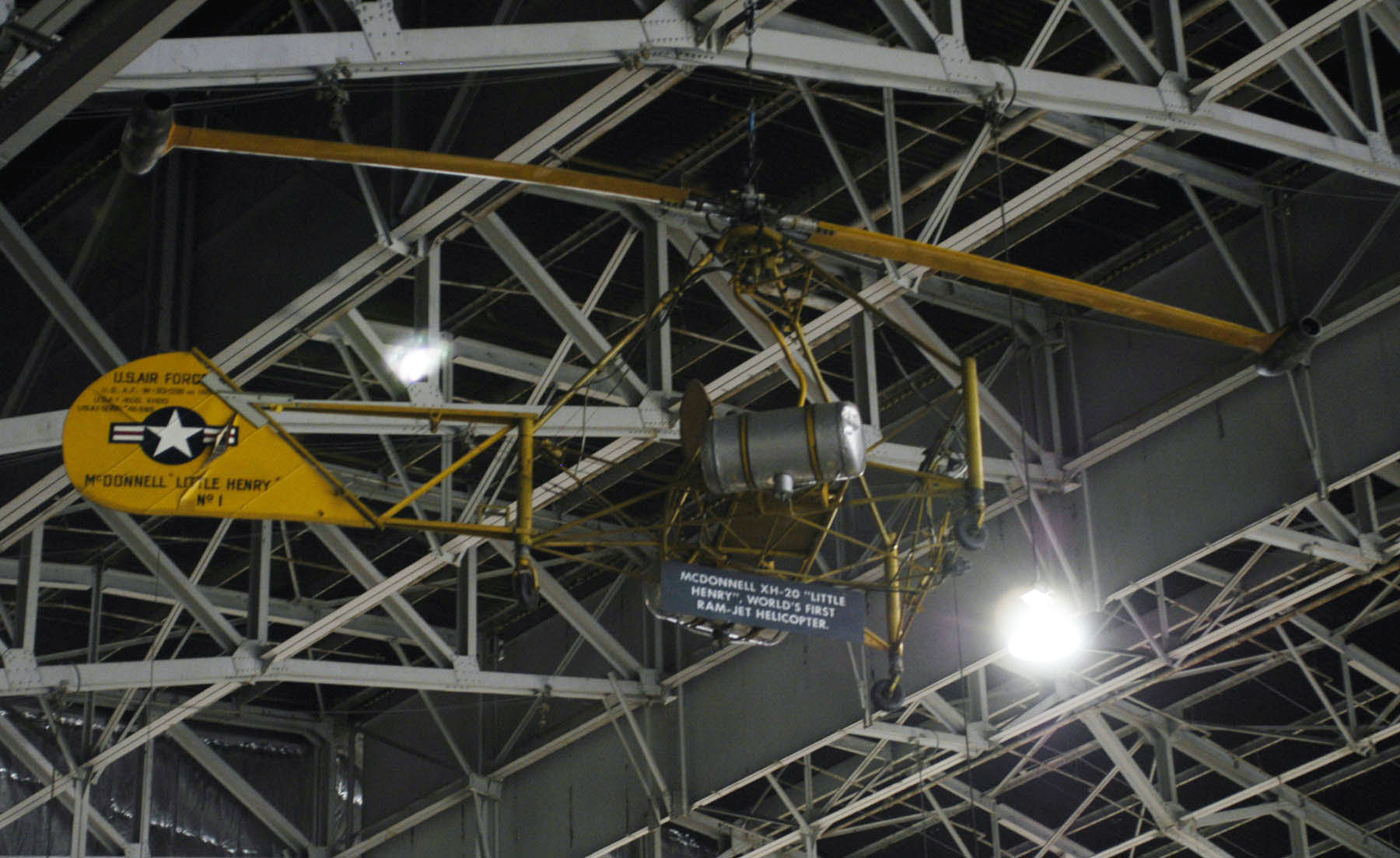
XH-20 en el NMUSAF.

- 46-689: el primer XH-20 está en exhibición en el Museo Nacional de la Fuerza Aérea de Estados Unidos.

## Especificaciones
Referencia datos: Boeing

### Características generales
- Tripulación: Uno (piloto)
- Longitud: 3,8 m (12,5 ft)
- Diámetro rotor principal: 6,1 m (20 ft)
- Altura: 2 m (6,7 ft)
- Peso vacío: 132 kg (290,9 lb)
- Planta motriz: 2× estatorreactor McDonnell. cada uno.

### Rendimiento
- Velocidad máxima operativa (Vno): 80 km/h (50 MPH; 43 kt)

## Aeronaves relacionadas

### Aeronaves similares
- Hiller YH-32 Hornet
- Sud-Ouest Djinn
- Fairey Ultra-light Helicopter

### Secuencias de designación
- Secuencia H-_ (Helicópteros de la USAF, 1948-1962): ← H-17 - H-18 - H-19 - H-20 - H-21 - H-22 - H-23 →